# 1901 Moravia
1901 Moravia eller 1972 AD är en asteroid i huvudbältet som upptäcktes den 14 januari 1972 av den tjeckiske astronomen Luboš Kohoutek vid Bergedorf-observatoriet. Den har fått sitt namn efter Mähren i Tjeckien.
Asteroiden har en diameter på ungefär 26 kilometer och den tillhör asteroidgruppen Alauda.